# 국도 제314호선 (중국)
국도 제314호선(중국어: 314国道)은 신장 위구르 자치구 우루무치시에서 출발하여, 파키스탄 국경과 인접하고 있는 쿤자랍 고개까지 이어주는 총 연장 1,948 km의 거리를 가진 중화인민공화국의 일반 국도 노선이다. 그러나 이 도로는 파키스탄의 국경선과도 마주하고 있으며 해당 도로의 자매 도로이기도 하는 G315 국도와도 직접 만나는 것으로 드러나고 있어, 카스시를 통해 남하하게 되면 파키스탄까지도 바로 이어주는 도로이기도 하다. 또한 아시안 하이웨이 4호선()의 일부로 구성되어 있다.

## 주요 경유지
주요 경로 및 거리는 다음과 같다.
| 주요 경로 및 거리 |           |
| \| 도시 \| 거리 (km) \| \| ------------------------------------------- \| --------- \| \| 신장 위구르 자치구 우루무치시 \| 0 \| \| 신장 위구르 자치구 퉈커쉰현 \| 160 \| \| 신장 위구르 자치구 옌치 후이족 자치현 \| 414 \| \| 신장 위구르 자치구 쿠얼러시 \| 468 \| \| 신장 위구르 자치구 룬타이현 \| 636 \| \| 신장 위구르 자치구 쿠처현 \| 746 \| \| 신장 위구르 자치구 신허현 \| 789 \| \| 신장 위구르 자치구 원쑤현 \| 1001 \| \| 신장 위구르 자치구 아커쑤시 \| 1013 \| \| 신장 위구르 자치구 아투스시 \| 1434 \| \| 신장 위구르 자치구 카스시 \| 1480 \| \| 신장 위구르 자치구 수푸현 \| 1499 \| \| 신장 위구르 자치구 타스쿠얼간 타지크 자치현 \| 1802 \| \| 신장 위구르 자치구 쿤자랍 고개 \| 1948 \| |           |
| 도시 | 거리 (km) |
| 신장 위구르 자치구 우루무치시 | 0         |
| 신장 위구르 자치구 퉈커쉰현 | 160       |
| 신장 위구르 자치구 옌치 후이족 자치현 | 414       |
| 신장 위구르 자치구 쿠얼러시 | 468       |
| 신장 위구르 자치구 룬타이현 | 636       |
| 신장 위구르 자치구 쿠처현 | 746       |
| 신장 위구르 자치구 신허현 | 789       |
| 신장 위구르 자치구 원쑤현 | 1001      |
| 신장 위구르 자치구 아커쑤시 | 1013      |
| 신장 위구르 자치구 아투스시 | 1434      |
| 신장 위구르 자치구 카스시 | 1480      |
| 신장 위구르 자치구 수푸현 | 1499      |
| 신장 위구르 자치구 타스쿠얼간 타지크 자치현 | 1802      |
| 신장 위구르 자치구 쿤자랍 고개 | 1948      |

## 같이 보기
- 중화인민공화국의 일반 국도